# Perfect World (álbum de Twice)
Perfect World es el tercer álbum de estudio japonés y quinto en general del grupo femenino de Corea del Sur Twice. El álbum fue lanzado el 28 de julio de 2021 y contiene los tres sencillos lanzados previamente, «Fanfare», «Better» y «Kura Kura», además del sencillo principal del álbum, la pista homónima «Perfect World».

## Antecedentes y lanzamiento
El 19 de mayo de 2021, se publicó un adelanto fotográfico en las cuentas de redes sociales japonesas de Twice sobre el próximo álbum de estudio del grupo. El 22 de junio, se reveló la lista completa de canciones, que incluye las tres pistas lanzadas de manera individual, «Fanfare» y «Better» publicadas en 2020 y «Kura Kura» publicada en mayo de 2021.
Además, se publicaron fotos conceptuales individuales de cada una de las miembros, en donde se aprecia a las integrantes del grupo posando con expresiones seguras mirando al frente, mientras el fondo se derrumba, expresando a «mujeres fuertes que no se derrumban ante ninguna situación».
El 29 de junio de 2021 fue lanzado el vídeo musical de «Perfect World», sencillo principal del álbum.

## Rendimiento comercial
Perfect World debutó en el número 2 en la lista de álbumes de Oricon para la edición de la lista del 26 de julio al 1 de agosto de 2021, mientras que en la lista Billboard Japan Hot Albums debutó en el número 1 para la edición de la lista del 4 de agosto de 2021.

## Lista de canciones
| CD    |                     |                            |                                                                          |                                                                          |          |  |
| N.º   | Título              | Letras                     | Música                                                                   | Arreglos                                                                 | Duración |  |
| 1.    | «Perfect World»     | Risa Horie                 | Jjean, Justin Reinstein, LACND, Lee Woo-min ("collapsedone")             | LACND, Lee Woo-min ("collapsedone")                                      | 3:03     |  |
| 2.    | «Better»            | Lauren Kaori, Mio Jorakuji | Eunsol, Lauren Kaori                                                     | Brayton Bowman, Chiyo Hiraoka, Sophia Pae, Zara Larsson                  | 3:44     |  |
| 3.    | «Good at Love»      | Mayu Wakisaka              | DEEZ, Yunsu, SAAY                                                        | DEEZ, Yunsu                                                              | 3:51     |  |
| 4.    | «Fanfare»           | Chiemi                     | Louise Frick Sveen, Atsushi Shimada, Kenichi Sakamuro                    | Louise Frick Sveen, Atsushi Shimada, Kenichi Sakamuro                    | 3:40     |  |
| 5.    | «Kura Kura»         | J.Y. Park, Yu-Ki Kokubo    | UTA                                                                      | UTA                                                                      | 3:48     |  |
| 6.    | «Four-leaf Clover»  | Mayu Wakisaka              | earattack, Eniac, Anna Tmgren                                            | earattack, Eniac                                                         | 3:47     |  |
| 7.    | «In the Summer»     | Yuka Matsumoto             | Andy Gilbert, Nicole Simpson, Charlotte Churchman, Mark Angelico Thomson | Andy Gilbert, Nicole Simpson, Charlotte Churchman, Mark Angelico Thomson | 3:30     |  |
| 8.    | «Pieces of Love»    | Lauren Kaori               | Isaac Han, EJAE, Albin Nordqvist, Walter Pok, Aaron Kim                  | Issac Han, Walter Pok, Aaron Kim                                         | 4:01     |  |
| 9.    | «Thank You, Family» | Jam9                       | Though (B-Rock), J-Lin                                                   | Though (B-Rock), J-Lin                                                   | 3:17     |  |
| 10.   | «Promise»           | Karen Yamaguchi            | Ming Ji-syeon, Karen Poole, Ellen Berg                                   | Ming Ji-syeon                                                            | 4:19     |  |
| 37:00 |                     |                            |                                                                          |                                                                          |          |  |

## Reconocimientos

### Listados
| Publicación  | Lista                     | Ranking | Ref.  |
| ------------ | ------------------------- | ------- | ----- |
| Genius Korea | 2021 Year-End: Top Albums | 8.º     | [ 9 ] |

## Posicionamiento en listas
| Lista (2021)                 | Mejor posición |
| ---------------------------- | -------------- |
| Japón (Billboard Hot Albums) | 1              |
| Japón (Oricon Album Chart)   | 2              |

| Lista (2021)                 | Mejor posición |
| ---------------------------- | -------------- |
| Japón (Billboard Hot Albums) | 48             |
| Japón (Oricon Album Chart)   | 43             |

## Ventas y certificaciones
| País                                               | Organismo certificador | Certificación | Ventas certificadas | Ref.   |
| -------------------------------------------------- | ---------------------- | ------------- | ------------------- | ------ |
| Japón                                              | RIAJ                   | Oro           | 100 000*            | [ 12 ] |
| *Cifras de ventas basadas solo en certificaciones. |                        |               |                     |        |

## Historial de lanzamiento
| País  | Fecha               | Formato              | Sello              |
| ----- | ------------------- | -------------------- | ------------------ |
| Japón | 28 de julio de 2021 | CD, descarga digital | Warner Music Japan |